# Червоная Долина (Двуречанский район)
Червоная Долина (укр. Червона Долина) — село,
Двуречанский поселковый совет,
Двуречанский район,
Харьковская область, Украина.

## Географическое положение
Село Червоная Долина находится на правом берегу реки Оскол, ниже по течению примыкает к селу Калиново, на расстоянии в 3 км расположено село Западное.

## История
Село ликвидировано в ? году.